# 接合藻
接合藻（せつごうそう）(英: conjugating green algae, conjugatophytes) は、ストレプト植物に属する緑藻の一群、またはこれに属する生物のことである。無分枝糸状（図1a）または単細胞性（図1b）の緑藻であり、淡水域に極めて普遍的だが、陸上域に生育する種もいる。栄養体の細胞が接合することによって有性生殖を行い、また生活環を通じて鞭毛や中心小体をもたない。4,000種以上が知られる大きなグループであり、アオミドロ属、ミカヅキモ属、ツヅミモ属など比較的よく知られた緑藻を含む。
1980年代以降、接合藻は車軸藻綱 (広義) の1目に分類されることが多かった。しかしこの意味での車軸藻綱は明らかに側系統群であり、2019年現在では車軸藻綱はシャジクモ類だけに限定し、接合藻は独立の綱、ホシミドロ綱、ホシミドロ藻綱 (学名: Zygnematophyceae) または接合藻綱 (学名: Conjugatophyceae) に分類されることが多い。また独立の門、ホシミドロ植物門 (学名：Zygnematophyta) または接合藻植物門 (学名：Conjugatophyta) に分類されることもある。近年の分子系統学的研究からは、陸上植物に最も近縁な緑藻であることが示唆されている。

## 特徴

### 体制
接合藻は、無分枝糸状体 (アオミドロ属、ホシミドロ属、ヒザオリ属など) または単細胞 (ミカヅキモ属、ツヅミモ属、アワセオオギ属、コウガイチリモ属など) である (上図1, 下図2)。単細胞性の種がパルメラ状群体 (共通の寒天質に多数の細胞が包まれた群体) を形成することもある。単細胞性の種の細胞はふつう明瞭な対称性を示し、しばしば中央で深くくびれ (地峡 isthmus)、2個の半細胞 (semicells) からなる (下図2d)。このような単細胞性種の中には、半細胞が複数の葉片に分かれていたり、規則正しく配列した突起や顆粒、棘を伴うものもいる (下図2d, 3)。ホシミドロ目の糸状性種では細胞が細胞壁を共有しているが、チリモ目の糸状性種 (ダルマオトシ属など; 下図2b) では個々の細胞の細胞壁が独立している。糸状性の種でも、原形質連絡は存在しない。ホシミドロ目の糸状性の種はふつう付着器 (仮根 rhizoid)によって基物に付着しているが、基物から離れて浮遊していることもある。

### 細胞壁
接合藻の細胞壁は基本的に3層構造を示し、ふつう外側から外層 (outer layer)、一次壁 (primary wall)、二次壁 (secondary wall) からなる。
外層はペクチンなどを含んでいる。ときに粘液質で発達し (下図3a)、そのためアオミドロなどは触るとぬるぬるすることがある。このような粘質外層には、おそらく乾燥耐性 (水分保持)、栄養塩捕集、紫外線防御、被食防御、沈降抑制、付着などに機能している可能性がある。
一次壁は薄く、セルロースがランダムに配向している。チリモ目では一次壁を脱ぎ捨ててしまうこともある。この場合、外層が二次壁の外側に形成される。二次壁は厚く、セルロースが規則正しく配向している。
顆粒や突起などの細胞壁の装飾は、外層にのみ存在することもあるし、一次壁・二次壁に存在することもある。またチリモ目の細胞壁には多数の小孔があり (上図3b)、粘液質が分泌される。チリモ目の中でチリモ科以外の科 (ミカヅキモ科など) では小孔が外層のみにあるが、チリモ科では小孔が二次壁を貫通している。チリモ科では小孔を裏打ちする構造やクモの巣状の繊維構造で装飾されていることがある。

### 細胞構造

4. ミカヅキモ属 (チリモ目). 細胞中央の核を挟んで２個の葉緑体が位置し、細胞両端に硫酸バリウム結晶を含む液胞が存在する.

単核性であり、ふつう細胞中央に核が位置する (図4)。核分裂は開放型 (核分裂時に核膜は消失する)、中心小体を欠き、中間紡錘体は残存性。細胞膜の求心的な環状収縮によって細胞質分裂を行うが、一部の種 (アオミドロ属、ヒザオリ属など) では、収縮環にフラグモプラスト (隔膜形成体; 分裂面に垂直な微小管群) が付随する。
葉緑体の数や形は多様 (板状、リボン状、星状など) であり、ときに複雑な切れ込みや突出部をもつ。単細胞性の種では、細胞中央の核を挟んで2個の葉緑体をもつものが多い (図4)。カロテノイドとして多くの種がロロキサンチンをもつ。葉緑体は、ふつうピレノイドを１〜多数含む。ピレノイドは多数のデンプン粒に囲まれ、ふつうピレノイド基質には多数のチラコイド膜が貫通している。
ヒザオリ属やサヤマメモ属 (ホシミドロ目) は板状の葉緑体をもつが、この葉緑体は光に対する定位運動を示すことが知られている。弱光に対しては葉緑体面を最大にし、強光に対してはそこから葉緑体を90°回転させて光に対する面を最小にする (おそらく光合成効率の最大化と光阻害に対する防御)。この運動には、光受容体であるフィトクロムとネオクロム (フォトトロピンとフィトクロムのキメラである光受容体)、およびアクチン-ミオシン系が関わっている。ネオクロムはツノゴケ類やシダ類にも存在するが、接合藻はこれらとは独立にフォトトロピンとフィトクロムのキメラ化が起こってネオクロムを獲得したと考えられている。
ペルオキシソームをもつ。生活環を通じて鞭毛細胞を欠くが、少なくとも一部の種では粘液質の分泌による滑走運動を行い、その際に走光性を示すこともある。チリモ類は、ときに硫酸バリウム (または硫酸ストロンチウム) の結晶を多数含む液胞をもつ。ミカヅキモ属では、細胞の両端にこのような液胞が存在し、硫酸バリウム結晶のブラウン運動が見られることがある (上図4)。その機能は不明であるが、シャジクモ類では類似の構造が重力センサーとして用いられている。

### 生殖

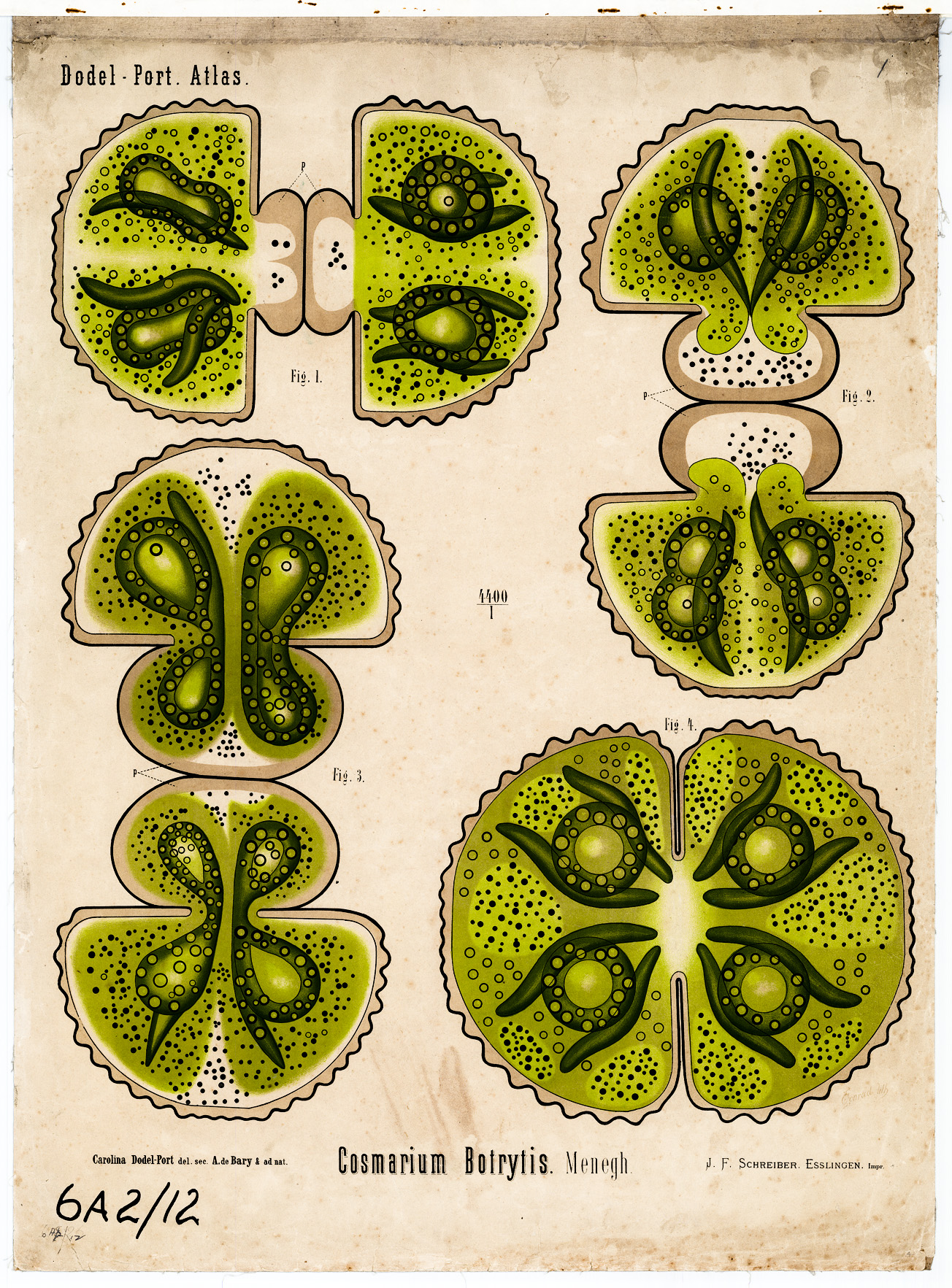
5. ツヅミモ属 (チリモ目) の細胞分裂過程. 娘細胞は母細胞の半細胞を1個受け継ぎ、残りの半細胞1個を新生する.

接合藻のうち、単細胞性の種は二分裂、糸状性の種は藻体の分断化によって無性生殖を行う。単細胞性の種は、細胞分裂を通して母細胞の半細胞1個を受け継ぎ、同じ形をした半細胞を1個新生する (図5)。この際の細胞の形態形成に関して、さまざまな研究がなされている。また接合藻は、無性的に耐久細胞 (アキネート) を形成することがある。
接合藻の有性生殖では、接合 (conjugation) とよばれる特異な配偶子合体様式が見られる。相補的な交配型の個体 (細胞) が対合し、接合突起または接合管 (conjugation tube) で結合する (下図6)。接合誘導の環境条件としては、二酸化炭素濃度上昇や窒素欠乏が知られている。雌雄同株の場合と、雌雄異株の場合がある。糸状性の種では相対した糸状体の間に梯子状に接合管が形成される例 (梯子状接合 scalariform conjugation; 下図6a–c) と、同一の糸状体の隣接する細胞間に連絡部ができる例 (隣接細胞間接合 lateral conjugation) がある。各細胞は、鞭毛を欠く同形配偶子 (配偶子嚢と見なされることもある) を形成する。2個の配偶子が合体し、細胞間 (接合管内など) または一方の親細胞内で接合子を形成する (下図6)。
接合子はカロースやスポロポレニンを含む厚い多層細胞壁で囲まれ、接合胞子 (zygospore) ともよばれる。接合胞子は耐久性が高く、20年間乾燥状態であったものが発芽した報告もある。チリモ目では、しばしば接合胞子に2核が含まれ、発芽直前に融合する (よってこの場合は接合胞子 = 接合子ではない)。接合胞子は、減数分裂を経て新たな世代を放出する。つまり生活環において、接合子のみが複相である (単相単世代型生活環)。ただし生活環を通じてDNA量は複雑な変化を示すことがあり、また多倍性を示すものもいる。またミカヅキモ属において、交配型決定や有性生殖過程の分子機構について詳細に研究されている。チリモ目では接合子から生じた最初の細胞は通常の栄養細胞とは形態が異なることがあり、ゴーン細胞 (gone) とよばれる。そのため1回目の細胞分裂によって、半細胞ずつ形態が異なる細胞 (片方がゴーン細胞の半細胞、片方が通常の半細胞) が生じる。また1個の細胞が、接合無しに接合胞子によく似た胞子 (単為胞子 parthenospore) を形成するものもいる。

## 生態

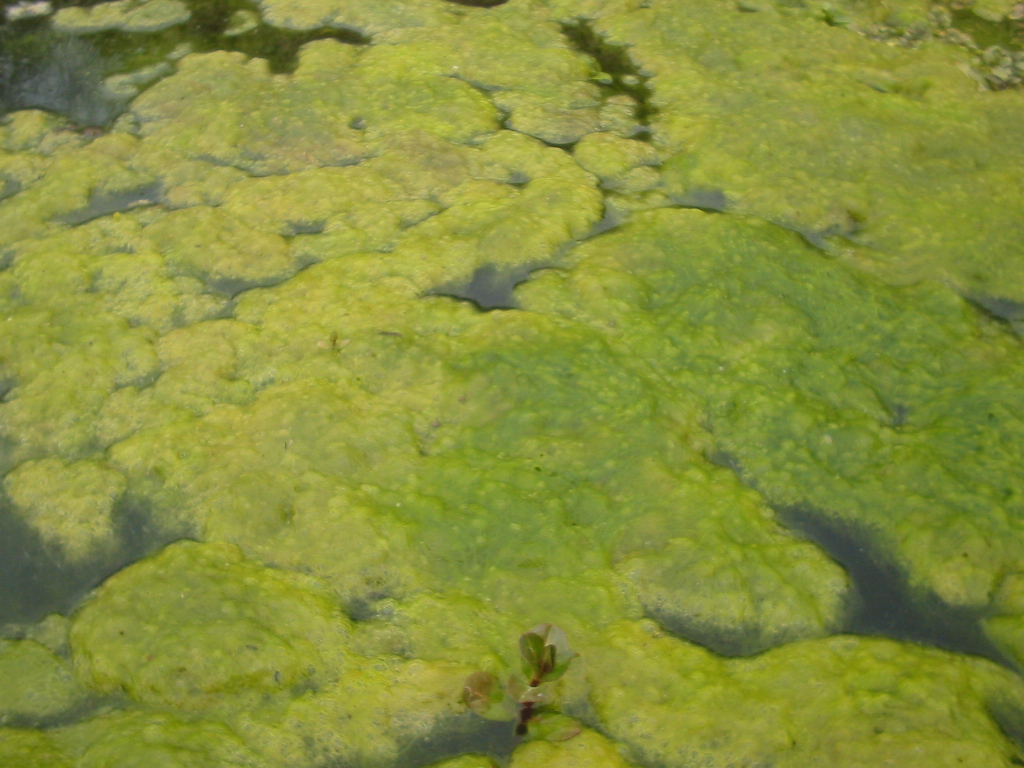
7. 大増殖したアオミドロ属 (ホシミドロ目) が水面を覆っている.

接合藻は淡水域に極めて普遍的であり、底生性またはプランクトン性 (真のプランクトン性のものは少ない)。湖沼や水田、河川、湿地などさまざまな環境で見られるが、特に高層湿原では種多様性が高い。一般的に中性からやや酸性 (pH 4–7) の環境に多く、pH 3 以下の酸性環境に生育する種もいるが、アルカリ性の環境からも見つかる (例: Oocardium)。排水中に生育する種もおり、特定の金属の検出や回収への応用が考えられている。アオミドロ属のような一部の種はときに大増殖し、水面に藻塊を形成することもある (図7)。熱帯から極地まで広く分布する。多様な種がさまざまな環境に生育することから、環境評価への利用例もある。
水界では、接合藻はツボカビ類や卵菌、渦鞭毛藻、バンピレラ類 (リザリア) などさまざまな生物に寄生・内部捕食されることが知られている。
一部の種は、湿潤な陸上環境 (例: 湿岩上、コケの間) に生育する。また氷河などに生育する氷雪藻である種もいる (例: Ancylonema)。このような種は、しばしば赤褐色の色素を蓄積する (おそらく強光に対する防御のため)。さらに砂漠の土壌クラスト (土壌表層の緻密な層) からも、接合藻の遺伝子が検出されている。

## 系統と分類

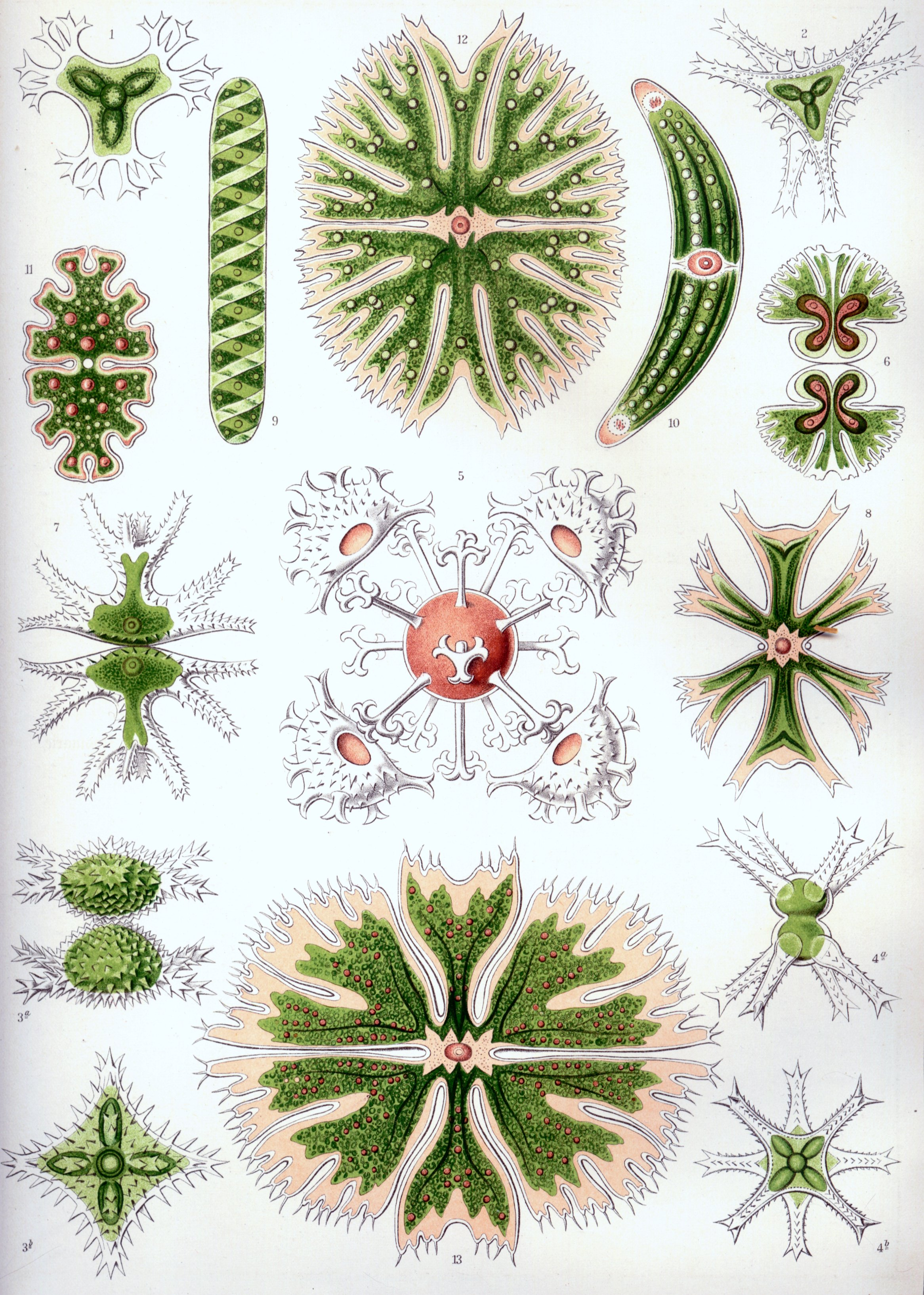
8. エルンスト・ヘッケル (1904) より

接合藻 (特に単細胞性種) は比較的大型で複雑な形をした種が多く、また大きな多様性を示すため、古くから研究者の興味を引いてきた (図8)。また特徴的な有性生殖 (接合) を行い、鞭毛細胞を欠くという特徴をもつことから、古くから1つのグループとして認識されていた。同時に、葉緑体の特徴 (クロロフィル a+b、デンプンを蓄積) などが共通することから、他の緑藻と近縁なものと考えられるようになった。1900年代から1970年代には、独立の綱 (接合藻綱 Conjugatae = Comjugatophyceae, Akontae)、または緑藻綱 (広義) の1目 (接合藻目 Conjugales またはホシミドロ目 Zygnematales) に分類されるようになった。
その後、20世紀後半の微細構造および生化学的研究によって、接合藻はストレプト植物 (陸上植物を含む系統群) に属すると考えられるようになった。その結果、同様に陸上植物に近縁と考えられるようになった他の緑藻 (シャジクモ類、コレオケーテ類、クレブソルミディウム類、クロロキブス類) とともに、広義の車軸藻綱 (Charophyceae sensu lato) に分類され、接合藻はその1目 (ホシミドロ目) とされるようになった。ただし、この意味での車軸藻綱 (広義) は側系統群であり、そのことは当初から認識されていた。
ストレプト植物の中で、陸上植物、シャジクモ類、コレオケーテ類、および接合藻は、フラグモプラスト (隔膜形成体) をもつ点で共通している (ただし接合藻では一部のみがもつ)。この4群が単系統群を形成していることは分子系統解析からも支持され、フラグモプラスト植物 (隔膜形成体植物、Phragmoplastophyta) とよばれている。接合藻は細胞板形成による細胞質分裂とそれに伴う原形質連絡、藻体の頂端成長、卵生殖などをもたないことから、フラグモプラスト植物の中で最初に分かれたグループであると考えられ、このことは、2000年代までの分子系統学的研究からもときに支持されていた。
しかし2010年代、より大量のデータに基づいた分子系統解析からは、接合藻が陸上植物に最も近縁なグループであることが示唆されている。接合藻が陸上植物に最も近縁な緑藻であるならば、細胞板形成による細胞質分裂とそれに伴う原形質連絡、藻体の頂端成長、卵生殖などの特徴は、接合藻の共通祖先において二次的に失われたことが示唆される。
上述のように、1980年代以降には接合藻は車軸藻綱 (広義) の1目に分類されることが多かった。しかし、この意味での車軸藻綱は明らかに側系統群であり、側系統群を分類体系から排除することが一般的なったことから、車軸藻綱も分解される傾向にある。この場合、接合藻はホシミドロ綱 (ホシミドロ藻綱、Zygnematophyceae) または接合藻綱 (Conjugatophyceae) に分類される。接合藻綱は、ストレプト植物門または車軸藻植物門に分類されることが多いが、後者は明らかに非単系統群である。そのため、近年では独立の門としてホシミドロ植物門 (学名：Zygnematophyta) または接合藻植物門 (Conjugatophyta) に分類することもある。 
接合藻の接合子 (接合胞子) と考えられる化石は比較的豊富であり、古環境推定に用いられることもある。またその化石記録は、デボン紀中期の Paleoclosterium leptum にさかのぼる。
接合藻は大きな系統群であり、4,000種以上が知られる。さらに、形態的に区別できない集団間での生殖的隔離の存在が知られており、多くの隠蔽種 (形態的には区別できないが生殖的には隔離された種) が存在する可能性がある。
2010年代までは、接合藻は細胞壁の小孔の有無などに基づいて2つの目 (ホシミドロ目、チリモ目) に分けらることが多かった。しかし、この意味でのホシミドロ目は明らかに側系統群であることも示されていた。その後、2019年にスピログロエア属 (Spirogloea) が報告され、これが接合藻の最初期分岐群であることが示されたため、他の接合藻とは分けてスピログロエア亜綱、スピログロエア目に分類することが提唱されている。また2022年には326遺伝子に基づく系統解析が行われ、新目として Serritaeniales およびアオミドロ目 (Spirogyrales) が提唱された。下に2023年現在一般的な接合藻の分類体系を示す。
|  | ホシミドロ目: ホシミドロ属、ヒザオリ属、フタボシモ属、サヤマメモ属など                                                                                        |
|  | |
|  | \| \| アオミドロ目: アオミドロ属 \| \| \| \| \| \| チリモ目: ケズネモ属、ミカヅキモ属、タテブエモ属、ツヅミモ属、アワセオオギ属、ホシガタモ属など \| \| \| \| |
|  | |
|  | アオミドロ目: アオミドロ属 |
|  | |
|  | チリモ目: ケズネモ属、ミカヅキモ属、タテブエモ属、ツヅミモ属、アワセオオギ属、ホシガタモ属など                                                                |
|  | |

|  | アオミドロ目: アオミドロ属                                                                     |
|  |                                                                                                |
|  | チリモ目: ケズネモ属、ミカヅキモ属、タテブエモ属、ツヅミモ属、アワセオオギ属、ホシガタモ属など |
|  |                                                                                                |

|  | ホシミドロ目: ホシミドロ属、ヒザオリ属、フタボシモ属、サヤマメモ属など                                                                                        |
|  | |
|  | \| \| アオミドロ目: アオミドロ属 \| \| \| \| \| \| チリモ目: ケズネモ属、ミカヅキモ属、タテブエモ属、ツヅミモ属、アワセオオギ属、ホシガタモ属など \| \| \| \| |
|  | |
|  | アオミドロ目: アオミドロ属 |
|  | |
|  | チリモ目: ケズネモ属、ミカヅキモ属、タテブエモ属、ツヅミモ属、アワセオオギ属、ホシガタモ属など                                                                |
|  | |

|  | アオミドロ目: アオミドロ属                                                                     |
|  |                                                                                                |
|  | チリモ目: ケズネモ属、ミカヅキモ属、タテブエモ属、ツヅミモ属、アワセオオギ属、ホシガタモ属など |
|  |                                                                                                |

|  | ホシミドロ目: ホシミドロ属、ヒザオリ属、フタボシモ属、サヤマメモ属など                                                                                        |
|  | |
|  | \| \| アオミドロ目: アオミドロ属 \| \| \| \| \| \| チリモ目: ケズネモ属、ミカヅキモ属、タテブエモ属、ツヅミモ属、アワセオオギ属、ホシガタモ属など \| \| \| \| |
|  | |
|  | アオミドロ目: アオミドロ属 |
|  | |
|  | チリモ目: ケズネモ属、ミカヅキモ属、タテブエモ属、ツヅミモ属、アワセオオギ属、ホシガタモ属など                                                                |
|  | |

|  | アオミドロ目: アオミドロ属                                                                     |
|  |                                                                                                |
|  | チリモ目: ケズネモ属、ミカヅキモ属、タテブエモ属、ツヅミモ属、アワセオオギ属、ホシガタモ属など |
|  |                                                                                                |

|  | ホシミドロ目: ホシミドロ属、ヒザオリ属、フタボシモ属、サヤマメモ属など                                                                                        |
|  | |
|  | \| \| アオミドロ目: アオミドロ属 \| \| \| \| \| \| チリモ目: ケズネモ属、ミカヅキモ属、タテブエモ属、ツヅミモ属、アワセオオギ属、ホシガタモ属など \| \| \| \| |
|  | |
|  | アオミドロ目: アオミドロ属 |
|  | |
|  | チリモ目: ケズネモ属、ミカヅキモ属、タテブエモ属、ツヅミモ属、アワセオオギ属、ホシガタモ属など                                                                |
|  | |

|  | アオミドロ目: アオミドロ属                                                                     |
|  |                                                                                                |
|  | チリモ目: ケズネモ属、ミカヅキモ属、タテブエモ属、ツヅミモ属、アワセオオギ属、ホシガタモ属など |
|  |                                                                                                |

|  | ホシミドロ目: ホシミドロ属、ヒザオリ属、フタボシモ属、サヤマメモ属など                                                                                        |
|  | |
|  | \| \| アオミドロ目: アオミドロ属 \| \| \| \| \| \| チリモ目: ケズネモ属、ミカヅキモ属、タテブエモ属、ツヅミモ属、アワセオオギ属、ホシガタモ属など \| \| \| \| |
|  | |
|  | アオミドロ目: アオミドロ属 |
|  | |
|  | チリモ目: ケズネモ属、ミカヅキモ属、タテブエモ属、ツヅミモ属、アワセオオギ属、ホシガタモ属など                                                                |
|  | |

|  | アオミドロ目: アオミドロ属                                                                     |
|  |                                                                                                |
|  | チリモ目: ケズネモ属、ミカヅキモ属、タテブエモ属、ツヅミモ属、アワセオオギ属、ホシガタモ属など |
|  |                                                                                                |

|  | ホシミドロ目: ホシミドロ属、ヒザオリ属、フタボシモ属、サヤマメモ属など                                                                                        |
|  | |
|  | \| \| アオミドロ目: アオミドロ属 \| \| \| \| \| \| チリモ目: ケズネモ属、ミカヅキモ属、タテブエモ属、ツヅミモ属、アワセオオギ属、ホシガタモ属など \| \| \| \| |
|  | |
|  | アオミドロ目: アオミドロ属 |
|  | |
|  | チリモ目: ケズネモ属、ミカヅキモ属、タテブエモ属、ツヅミモ属、アワセオオギ属、ホシガタモ属など                                                                |
|  | |

|  | アオミドロ目: アオミドロ属                                                                     |
|  |                                                                                                |
|  | チリモ目: ケズネモ属、ミカヅキモ属、タテブエモ属、ツヅミモ属、アワセオオギ属、ホシガタモ属など |
|  |                                                                                                |

|  | ホシミドロ目: ホシミドロ属、ヒザオリ属、フタボシモ属、サヤマメモ属など                                                                                        |
|  | |
|  | \| \| アオミドロ目: アオミドロ属 \| \| \| \| \| \| チリモ目: ケズネモ属、ミカヅキモ属、タテブエモ属、ツヅミモ属、アワセオオギ属、ホシガタモ属など \| \| \| \| |
|  | |
|  | アオミドロ目: アオミドロ属 |
|  | |
|  | チリモ目: ケズネモ属、ミカヅキモ属、タテブエモ属、ツヅミモ属、アワセオオギ属、ホシガタモ属など                                                                |
|  | |

|  | アオミドロ目: アオミドロ属                                                                     |
|  |                                                                                                |
|  | チリモ目: ケズネモ属、ミカヅキモ属、タテブエモ属、ツヅミモ属、アワセオオギ属、ホシガタモ属など |
|  |                                                                                                |

|  | ホシミドロ目: ホシミドロ属、ヒザオリ属、フタボシモ属、サヤマメモ属など                                                                                        |
|  | |
|  | \| \| アオミドロ目: アオミドロ属 \| \| \| \| \| \| チリモ目: ケズネモ属、ミカヅキモ属、タテブエモ属、ツヅミモ属、アワセオオギ属、ホシガタモ属など \| \| \| \| |
|  | |
|  | アオミドロ目: アオミドロ属 |
|  | |
|  | チリモ目: ケズネモ属、ミカヅキモ属、タテブエモ属、ツヅミモ属、アワセオオギ属、ホシガタモ属など                                                                |
|  | |

|  | アオミドロ目: アオミドロ属                                                                     |
|  |                                                                                                |
|  | チリモ目: ケズネモ属、ミカヅキモ属、タテブエモ属、ツヅミモ属、アワセオオギ属、ホシガタモ属など |
|  |                                                                                                |

| 接合藻の科までの分類体系の1例と代表属（全ての属ではない） - ストレプト植物門 Streptophyta / ホシミドロ植物門 Zygnematophyta [= 接合藻植物門 Conjugatophyta] - ホシミドロ綱 Zygnematophyceae Round ex Guiry, 2013 [= 接合藻綱 Conjugatophyceae Engler, 1892, Akontae Blackman & Tansley, 1902, Zygophyceae Widder, 1960] - スピログロエア亜綱 Spirogloeophycidae Melkonian, Gontcharov & Marin, 2019 - スピログロエア目 Spirogloeales Melkonian, Gontcharov & Marin, 2019 - スピログロエア科 Spirogloeaceae Melkonian, Gontcharov & Marin, 2019 - スピログロエア属 Spirogloea Melkonian, Gontcharov & Marin, 2019 - ホシミドロ亜綱 Zygnematophycidae Melkonian, Gontcharov & Marin, 2019 - 目 Serritaeniales S.Hess & J.de Vries, 2022 - 科 Serritaeniaceae S.Hess & J.de Vries, 2022 - Serritaenia A.Busch & S.Hess, 2021 - ヒザオリモドキ属 Mougeotiopsis Palla, 1894 - ホシミドロ目 Zygnematales C.E.Bessey, 1907 - サヤマメモ科 Mesotaeniaceae Oltmanns, 1904 - アンキロネマ属 Ancylonema Berggren, 1872 - フタボシモ属 (キリンドロキスティス属) Cylindrocystis Meneghini ex De Bary, 1858 - サヤマメモ属 (メソタエニウム属) Mesotaenium Nägeli, 1849 - ハタヒモ属 (ネトリウム属) Netrium (Nägeli) Itzigsohn & Rothe, 1856 - Nucleotaenium Gontcharov & Melkonian, 2010 - プラノタエニウム属 Planotaenium (Ohtani) Petlovany & Palamar-Mordvintseva, 2009 - ローヤ属 Roya West & G.S.West, 1896 - トルチタエニア属 Tortitaenia Brook, 1998 - ホシミドロ科 Zygnemataceae Kützing, 1843 - ヒザオリ属 Mougeotia C.Agardh, 1824 - モウゲオティエラ属 Mougeotiella Yamagishi, 1963 - Sirocladium Randhawa, 1941 - Temnogametum West & G.S.West, 1897 - ホシミドロ属 Zygnema C.Agardh, 1817 - ホシミドロモドキ属 Zygnemopsis (Skuja) Transeau, 1934 - Zygogonium Kützing, 1843 - アオミドロ目 Spirogyrales S.Hess & J.de Vries, 2022 - アオミドロ科 Spirogyraceae Bessey, 1907 - シロゴニウム属 Sirogonium Kützing, 1843 - アオミドロ属 Spirogyra Link, 1820 - Temnogyra I.F.Lewis, 1925 - チリモ目 Desmidiales C.E.Bessey, 1907 - ケズネモ科 Gonatozygaceae G.S.West, 1927 - ケズネモ属 (ゴナトジゴン属) Gonatozygon De Bary, 1858 - Genicularina Molinari & Guiry, 2021 - ミカヅキモ科 Closteriaceae C.E.Bessey, 1907 - ミカヅキモ属 Closterium Nitzsch ex Ralfs, 1848 - Spinoclosterium C.Bernard, 1909 - タテブエモ科 Peniaceae Haeckel, 1894 - タテブエモ属 (ペニウム属) Penium Brébisson ex Ralfs, 1848 - チリモ科 Desmidiaceae Ralfs, 1848 - アクチノタエニウム属 Actinotaenium (Nägeli) Teiling, 1954 - バンブシナ属 Bambusina Kützing ex Kützing, 1849 - Bourrellyodesmus Compère, 1977 - ツヅミモ属 (コスマリウム属) Cosmarium Corda ex Ralfs, 1848 - Cosmocladium Brébisson, 1856 - チリモ属 (デスミディウム属) Desmidium C.Agardh ex Ralfs, 1848 - ウネリマクラ属 (ドキディウム属) Docidium Brébisson ex Ralfs, 1848 - イボマタモ属 (ユウアスツルム属) Euastrum Ehrenberg ex Ralfs, 1848 - ハプロタエニウム属 Haplotaenium Bando, 1988 - ダルマオトシ属 (ヒアロテカ属) Hyalotheca Ehrenberg ex Ralfs, 1848 - アワセオオギ属 (ミクラステリアス属) Micrasterias C.Agardh ex Ralfs, 1848 - オニコネマ属 Onychonema Wallich, 1860 - コウガイチリモ属 (プレウロタエニウム属) Pleurotaenium Nägeli, 1849 - カギイトマキミドロ属 (スファエロゾスマ属) Sphaerozosma Corda ex Ralfs, 1848 - イトマキミドロ属 (スポンディロシウム属) Spondylosium Brébisson ex Kützing, 1849 - ホシガタモ属 (スタウラスツルム属) Staurastrum Meyen ex Ralfs, 1848 - スタウロデスムス属 Staurodesmus Teiling, 1948 - テイリンギア属 Teilingia Bourrelly, 1964 - テツメモルス属 (カメガシラモ属) Tetmemorus Ralfs ex Ralfs, 1848 - オニノカナボウ属 (トリプロケラス属) Triploceras Bailey, 1851 - トゲツヅミモ属 (サンチジウム属) Xanthidium Ehrenberg ex Ralfs, 1848 |

## ギャラリー

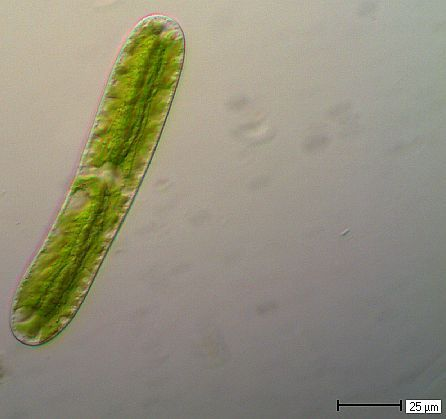
ハタヒモ属 (ホシミドロ目)
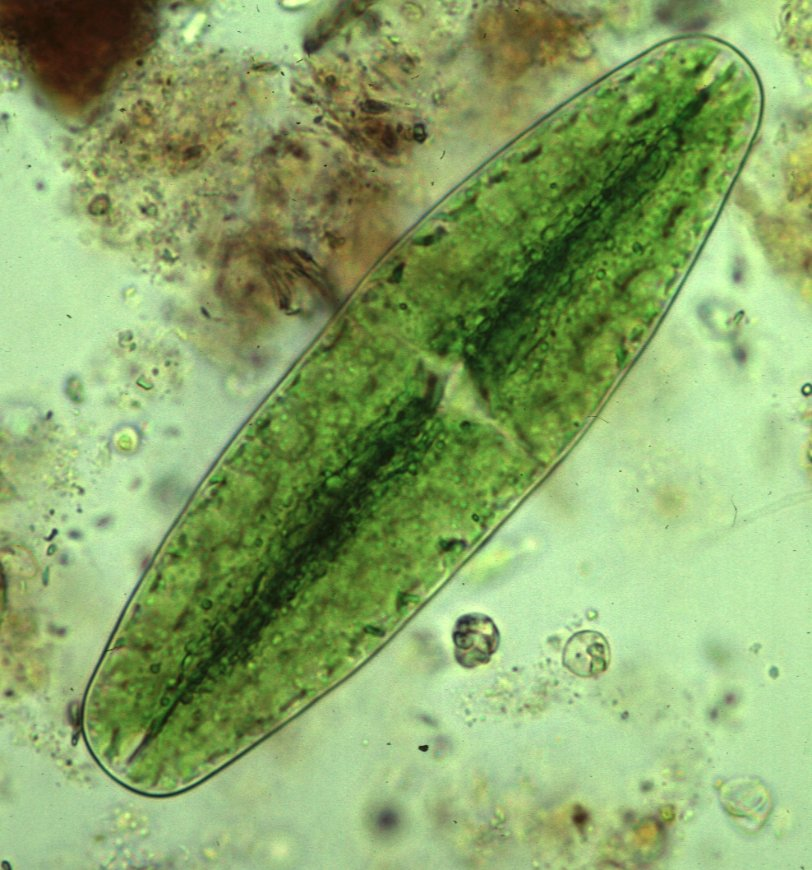
ハタヒモ属 (ホシミドロ目)
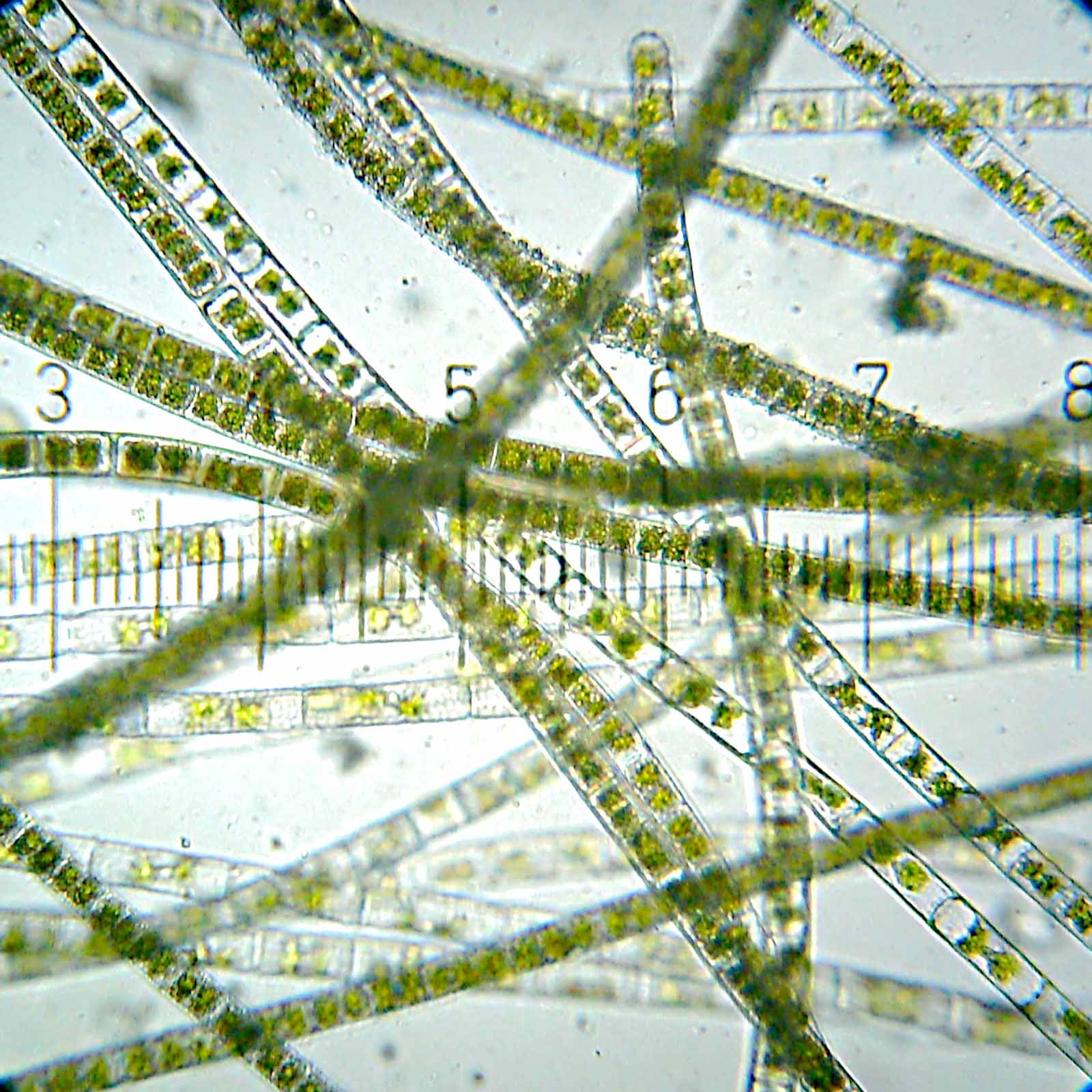
ホシミドロ属 (ホシミドロ目)
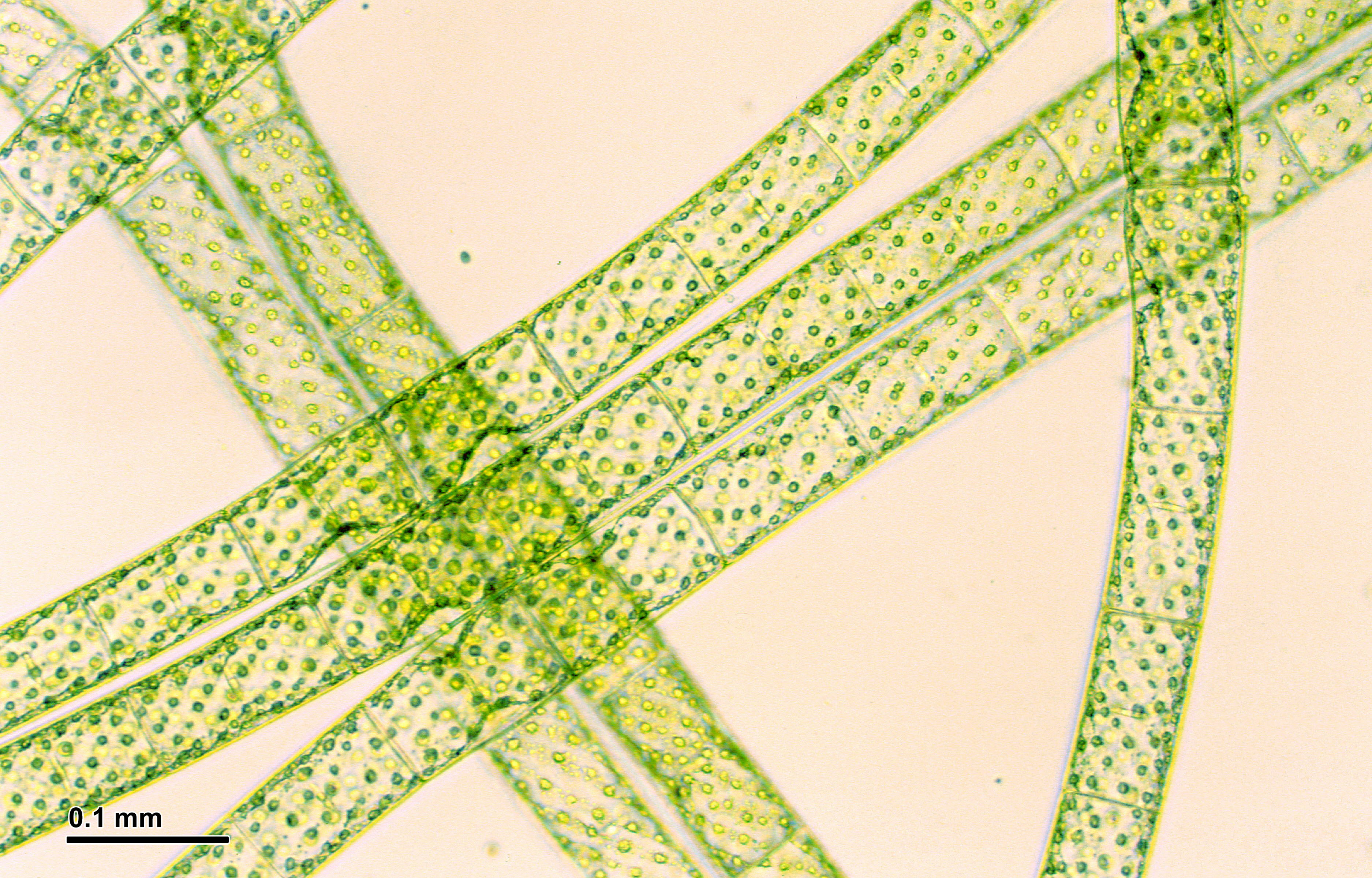
アオミドロ属 (ホシミドロ目)
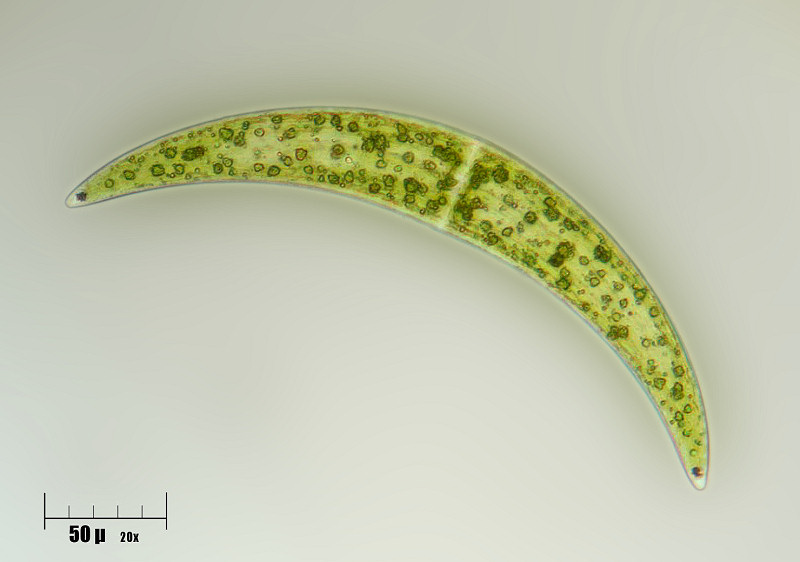
ミカヅキモ属 (チリモ目)
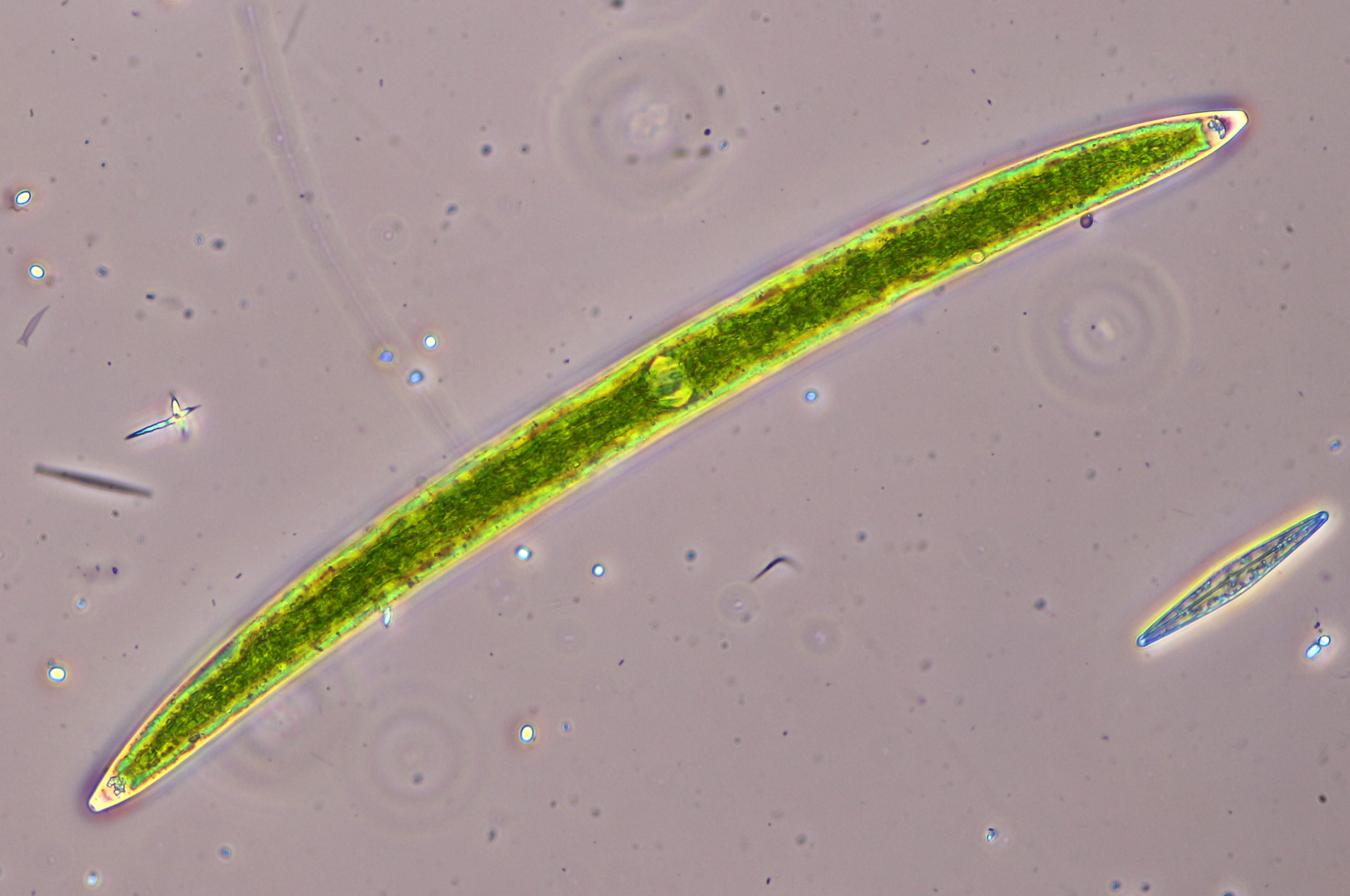
ミカヅキモ属 (チリモ目)
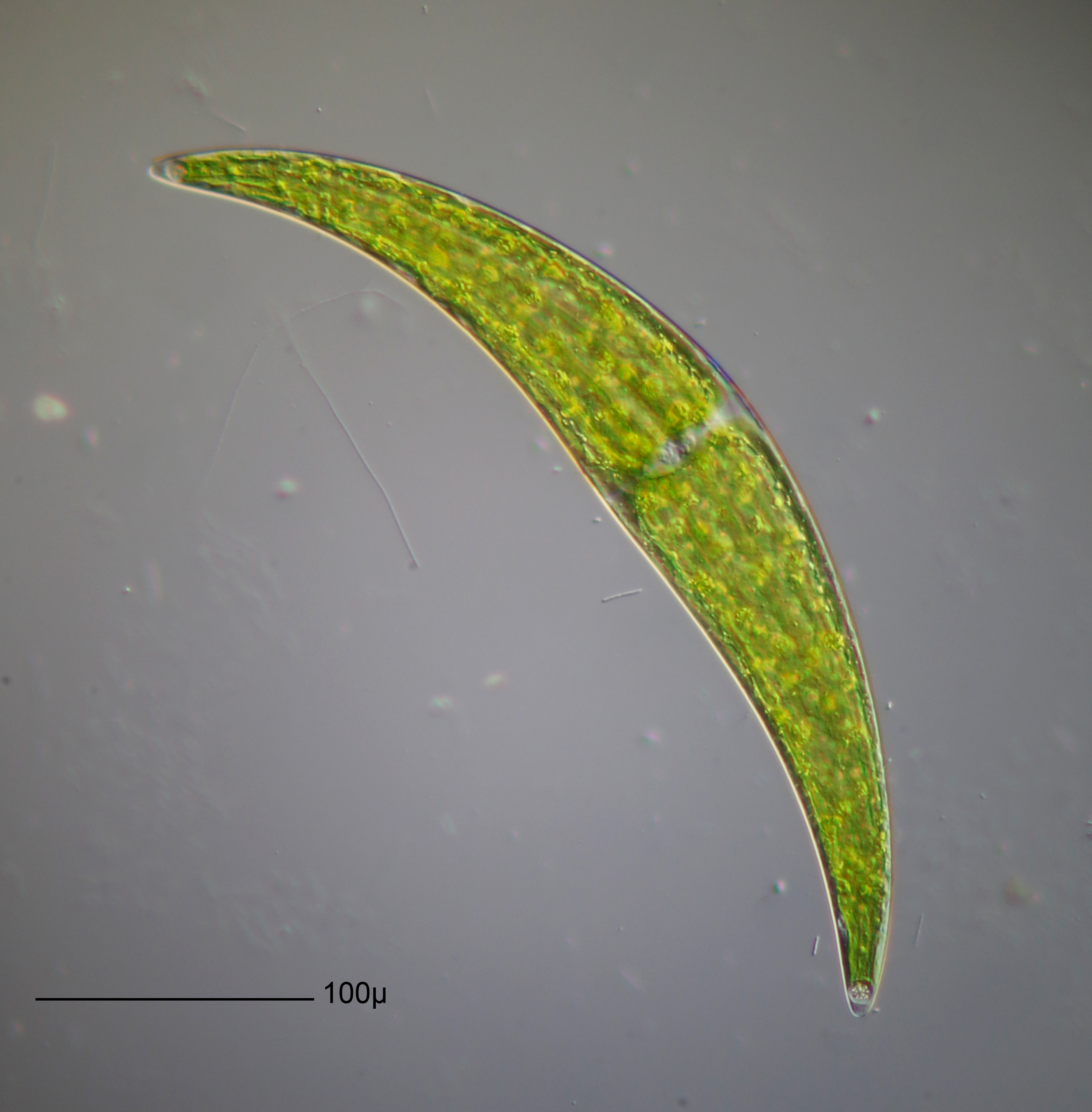
ミカヅキモ属 (チリモ目)
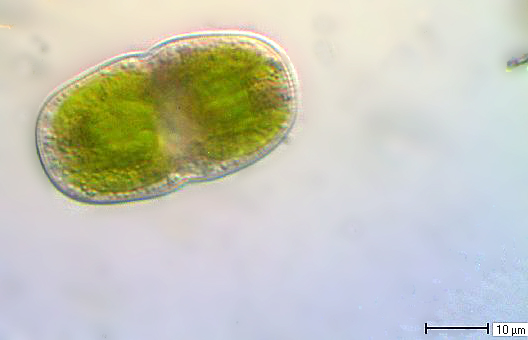
アクチノタエニウム属 (チリモ目)
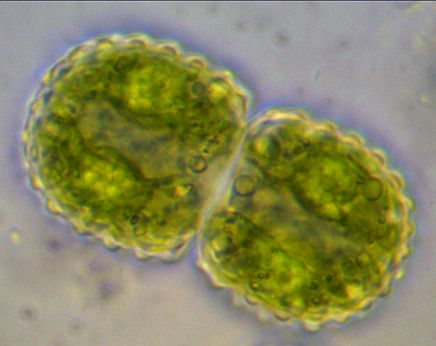
ツヅミモ属 (チリモ目)
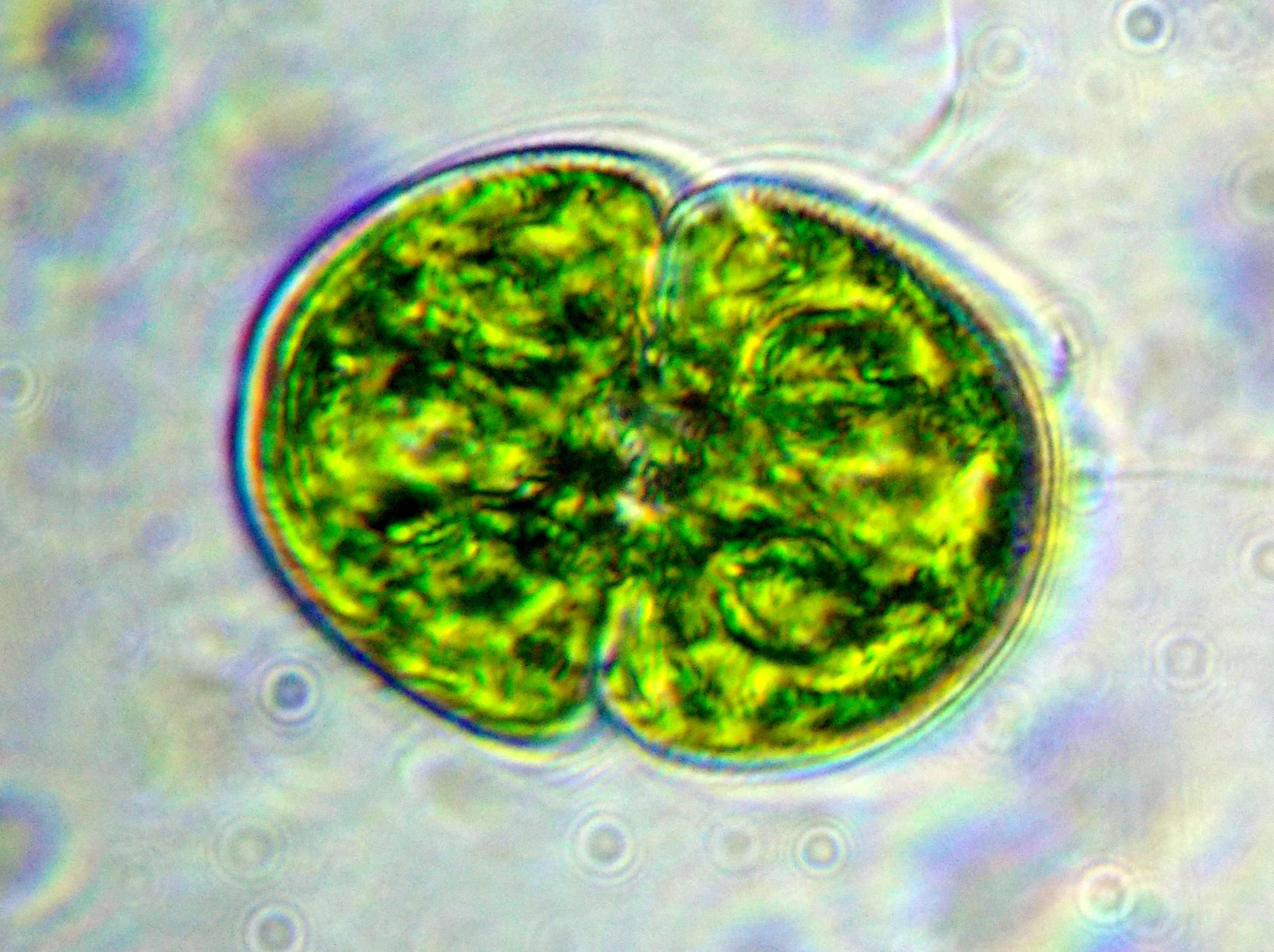
ツヅミモ属 (チリモ目)
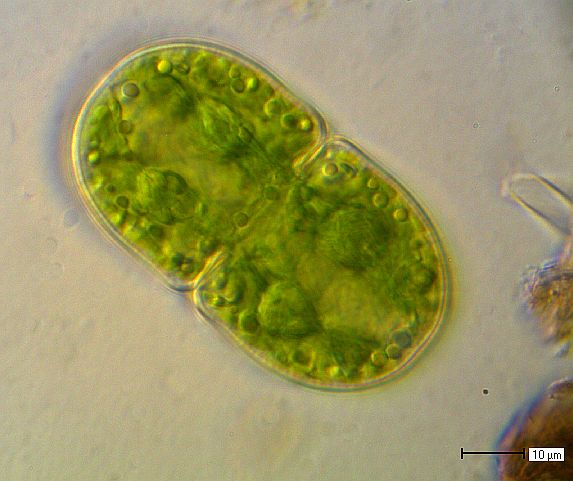
ツヅミモ属 (チリモ目)
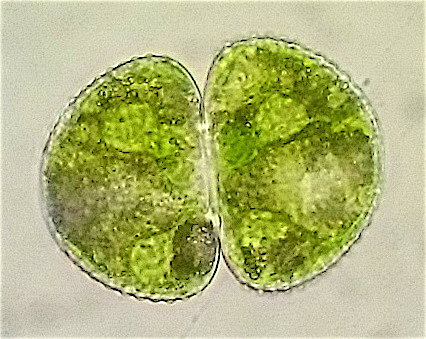
ツヅミモ属 (チリモ目)
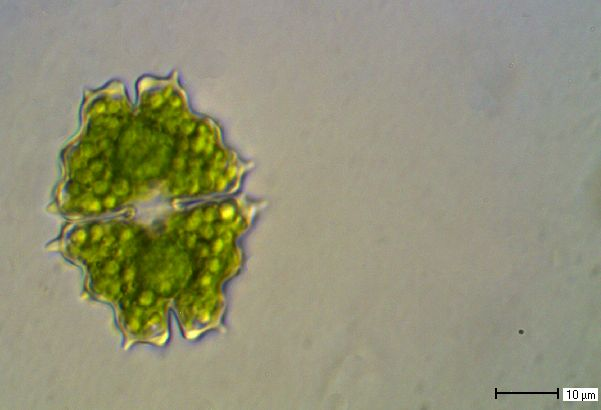
イボマタモ属 (チリモ目)
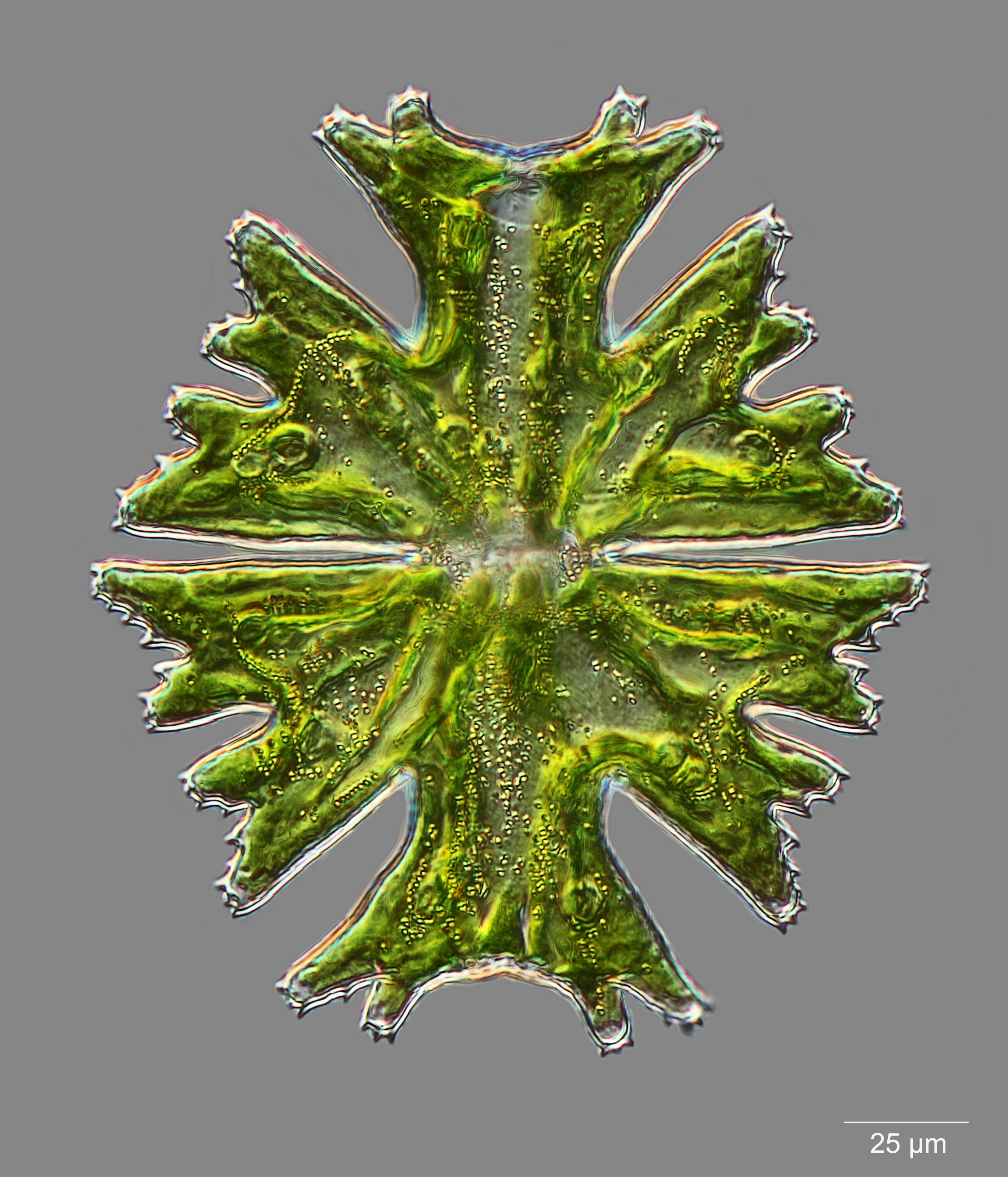
アワセオオギ属 (チリモ目)
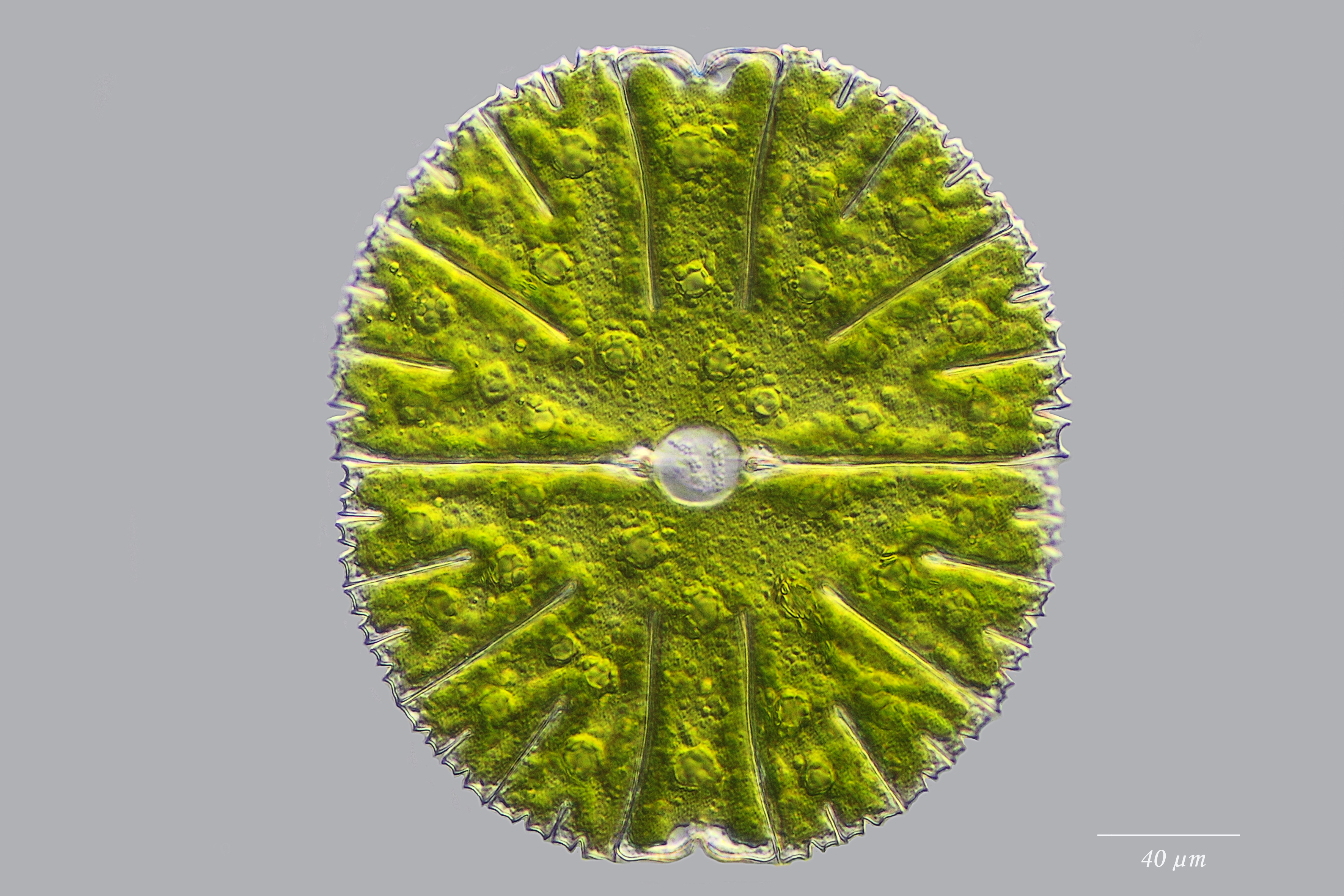
アワセオオギ属 (チリモ目)
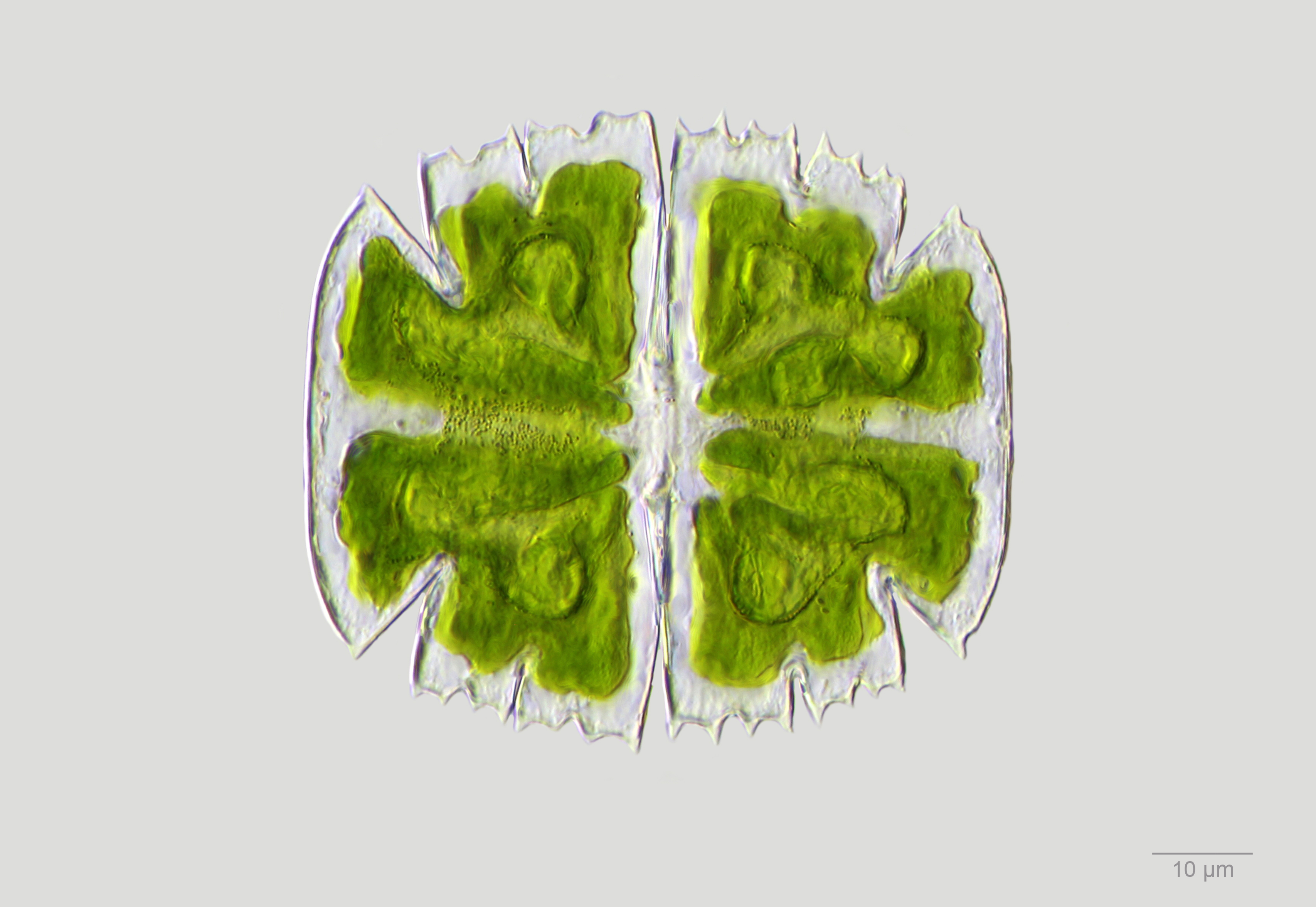
アワセオオギ属 (チリモ目)
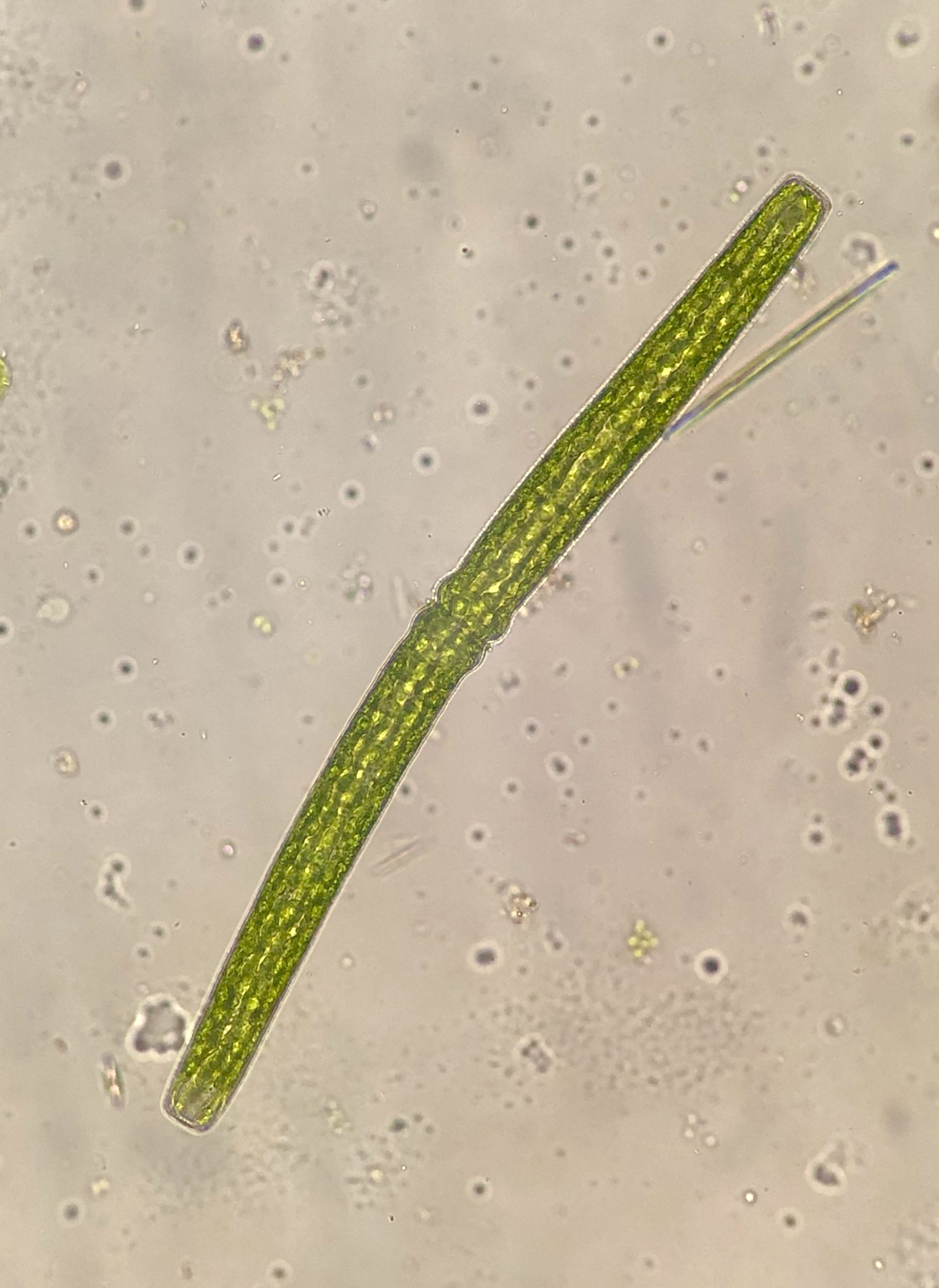
コウガイチリモ属 (チリモ目)
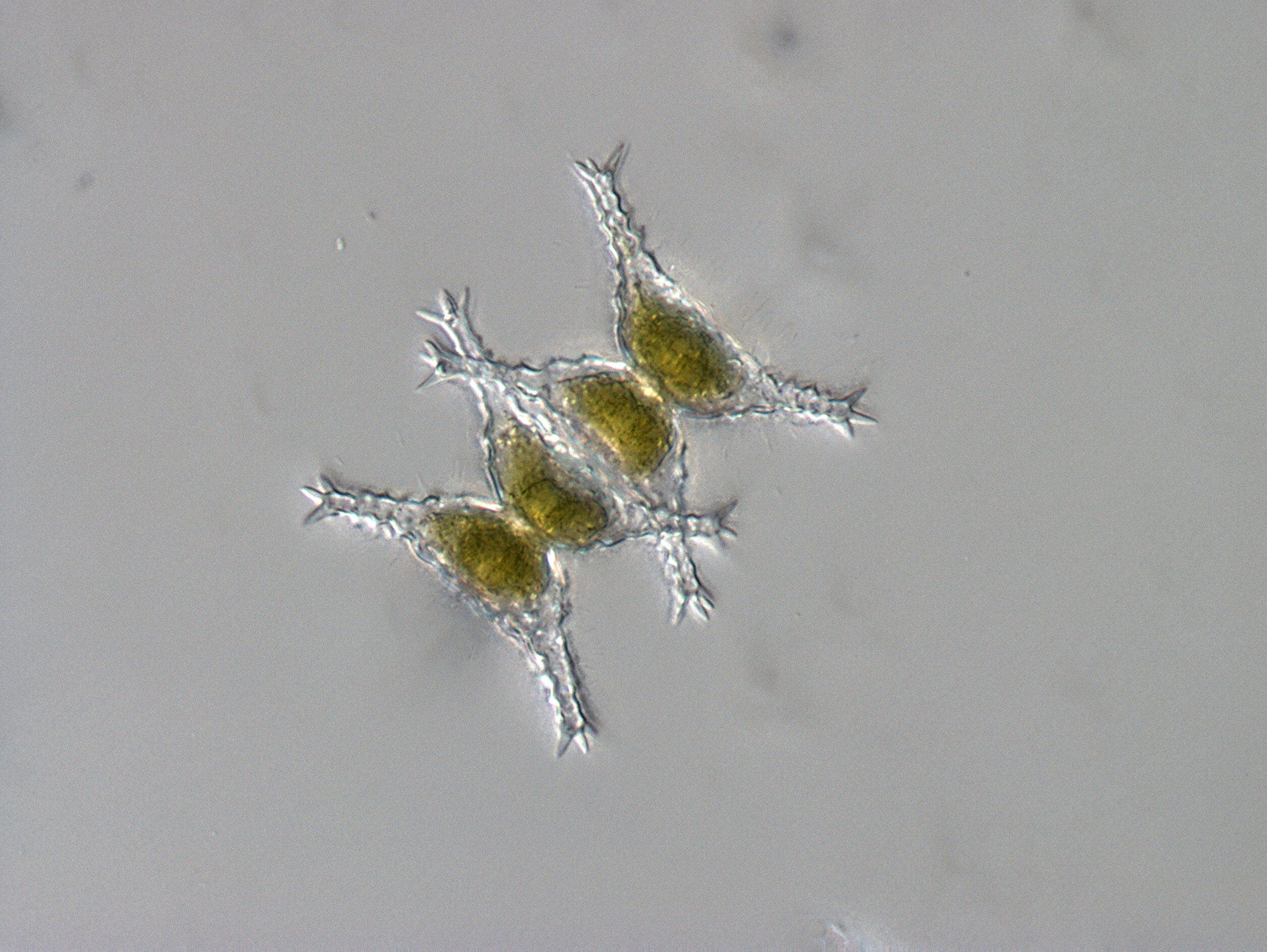
ホシガタモ属 (チリモ目)